# Gladmecke
Die Gladmecke ist ein 558 m langer, orografisch rechter Nebenfluss der Ruhr. Der Bach fließt vollständig in der Gemarkung von Assinghausen, einem Stadtteil der nordrhein-westfälischen Stadt Olsberg, Deutschland.

## Geographie
Der Bach entspringt an der Westflanke des Heidkopfs auf einer Höhe von 503 m ü. NHN. Er fließt in überwiegend westsüdwestlicher Richtung ab und mündet unmittelbar an der Bundesstraße 480 auf 354 m ü. NHN rechtsseitig in die Ruhr. Bei einem Höhenunterschied von etwa 149 m beträgt das mittlere Sohlgefälle 267 ‰. Das etwa 25,3 ha große Einzugsgebiet wird über Ruhr und Rhein zur Nordsee entwässert.